# Anna Petrovna Lopuchina
Anna Petrovna Lopuchina, (in russo: Анна Петровна Лопухина) (8 novembre 1777 – 25 aprile 1805), è stata una nobildonna russa, amante dell'imperatore Paolo I.

## Biografia
Membro della famiglia Lopuchin, come la prima moglie di Pietro I, Anna era la figlia di Pëtr Vasil'evič Lopuchin (1753-1827), e della sua moglie, Praskov'ja Ivanovna Levshina (1760-1785).
Nel 1798, durante un ballo di corte, Anna attirò l'attenzione dell'imperatore Paolo I. Nell'autunno dello stesso anno, Anna e la sua famiglia si trasferì a San Pietroburgo. Suo padre venne nominato procuratore generale e nel 1799 è stato elevato alla dignità principesca.
Molto discreto e modesto, Lopuchin cercò di stare lontano dagli intrighi di corte e usò la sua influenza sull'imperatore, mentre lei spesso non agiva con la persuasione, pianto o il broncio fino a raggiungere ciò che desiderava.

## Matrimonio
L'11 gennaio 1800, come cameriera d'onore dell'imperatrice, ricevette il permesso di sposarsi. Sposò, l'8 febbraio 1800, il principe Pavel Gavriilovič Gagarin (1777-1850). Dopo le nozze la relazione tra Anna e l'imperatore continuò fino alla sua morte.
Alessandro I nominò suo marito ambasciatore nel Regno di Sardegna, e la coppia ha vissuto per due anni in Italia. Dopo la morte di Paolo I, il rapporto tra marito e moglie deteriorò. Gagarin non era il miglior dei mariti ed era noto per la sua appassionata storia d'amore con la contessa Marija Fëdorovna Lubomirska. Allo stesso tempo, Anna Petrovna aveva una relazione con un giovane principe Boris Antonovič Četvertinskij.

## Morte
Nella primavera del 1805 diede alla luce una figlia, Aleksandra, ma il 25 aprile, morì di tubercolosi. Fu sepolto nel Monastero di Alexander Nevskij a San Pietroburgo.